# (21724) Ratai
(21724) Ratai (1999 RA132) – planetoida z pasa głównego asteroid okrążająca Słońce w ciągu 3,55 lat w średniej odległości 2,33 j.a. Odkryta 9 września 1999 roku.